# Pseudorhaphitoma drivasi
Pseudorhaphitoma drivasi é uma espécie de gastrópode do gênero Pseudorhaphitoma, pertencente a família Mangeliidae.